# アダム・サロタ
アダム・トメク・サロタ（Adam Tomek Sarota, 1988年12月28日 - ）は、オーストラリア・ケアンズ市ゴードンヴェイル出身の同国代表サッカー選手。現在は無所属。ポジションはMF。

## 経歴
2008年にブリスベン・ロアーFCの下部組織に入団すると、同年に初開催されたAリーグ・ナショナルユースリーグの最優秀選手に選ばれた。そのパフォーマンスが認められると、翌2009-10シーズンにトップチーム契約を結び、2008年11月2日のニューカッスル・ユナイテッド・ジェッツFC戦でAリーグデビューを果たした。
2010年4月2日、同僚のマイケル・ズロ、トミー・オアーと共にオランダのFCユトレヒトに3年契約・移籍金180万オーストラリア・ドルで移籍。7月20日、UEFAヨーロッパリーグ 2010-11のアウェーKFティラナ戦で70分から入り、移籍後初出場をした。
2016年1月8日、エールステ・ディヴィジのゴー・アヘッド・イーグルスと1年半の契約を結んだ。

## 代表
2010年8月27日、ポーランドサッカー協会に同代表のトレーニングキャンプに招待されることが報告された。
父親が30年前にポーランドから移住してきたことで、オーストラリアとポーランドのパスポートを2つ所持していたためだった。サロタの父トニーは、ホルガー・オジェック新監督にオーストラリア代表に招集されることがなければ、ポーランドもオプションとしてあると語った。
2011年3月27日、国際親善試合のドイツ戦でオーストラリア代表としてデビューした。

## タイトル
- Aリーグ・ナショナルユースリーグ（英語版）最優秀選手 : 2008-09